# Karakul
Karakul är även en fårras, se karakul (fårras).

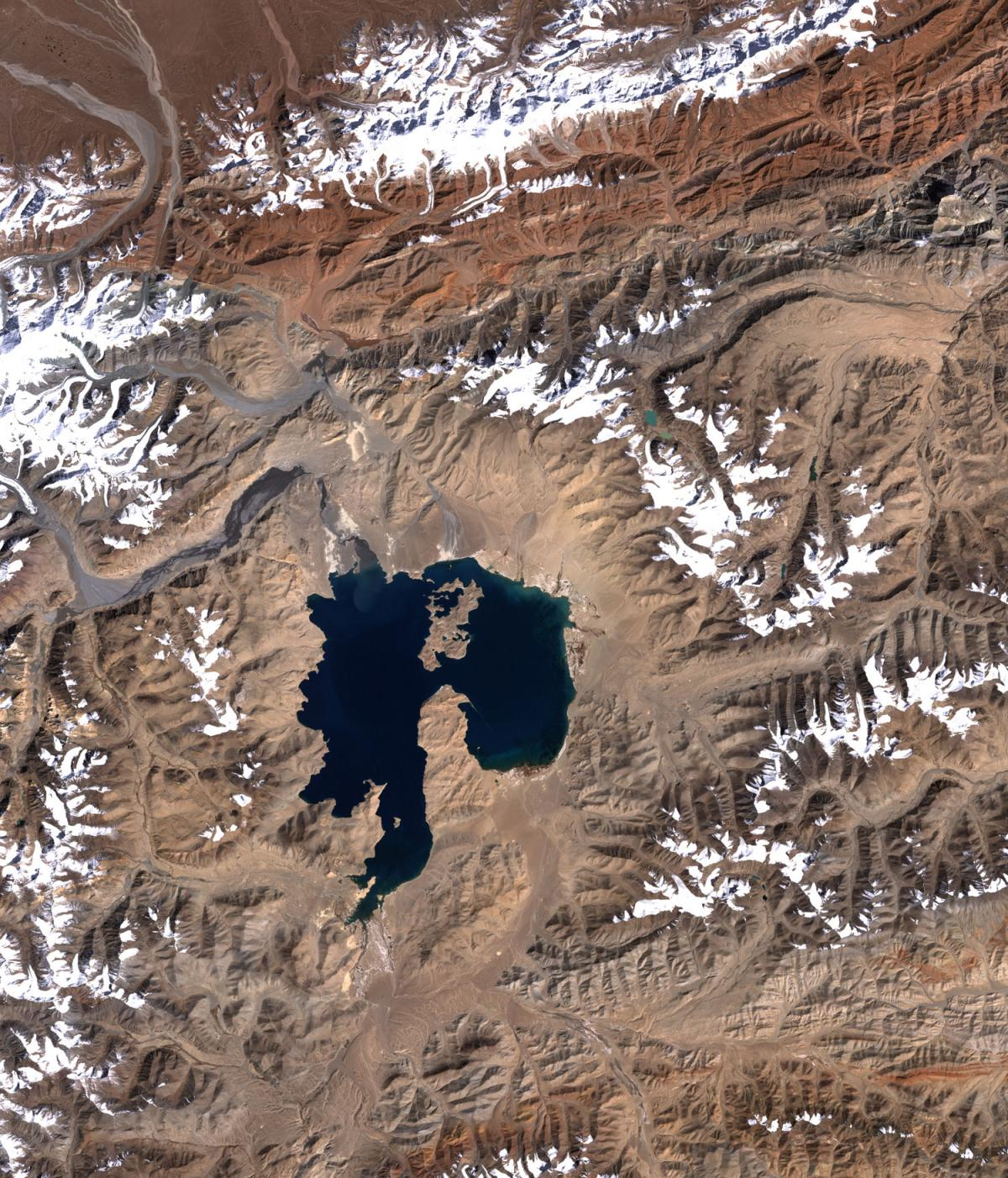
Satellitfoto av Karakul.

Karakul, eller Kara-Kul ("svarta sjön" på turkspråk), är en avloppslös, salt bergssjö i östra Tadzjikistan med en yta på mellan 360 och 380 km². Dess största djup är 238 meter. Den är belägen 3 850 meter över havet, i bergstrakten Pamir. Dess officiella namn är Karakul sjön.
Karakul ligger inom en cirkulär depression, vilken tolkas som en meteoritkrater med en ytterdiameter av 52 km. Händelsen beräknas, enligt olika uppskattningar ha inträffat för omkring 25 miljoner år sedan, eller mindre än 5 miljoner år sedan. Kraterstrukturen förblev oidentifierat tills den upptäcktes genom studier av bilder tagna från rymden.

## Historia
Brittiska kartografer och den brittiska administrationen i Indien gav sjön namnet "Victoriasjön i Pamir" för att hedra drottning Victoria. Alla brittiska kartor från tiden, liksom kejserliga ryska kartor, använde namnet Victoria på sjön. Namnet föll i glömska med tillkomsten av sovjeterna och den brittiska avgången från Indien. 
Det gamla Saka/Pamiri-namnet på sjön - Zira - har också blivit föråldrat. Det Kirgiziska namnet Karakul används nu allmänt för sjön. Lake Zorkul, omkring 200 km söderut, har felaktigt förväxlats med Karakul då den noterats som "Victoriasjön" av västerländska källor.

## Turism
Karakul beskrivs av turister som en oförglömlig plats, frisk, naturnära och vacker bortom civilisationen. Cirka 3 000 invånare bor i den närmsta byn Karakul. Byn upprättades först som en Sovjetiskt utpost innan Sovjetunionen kollapsade och Tadzjikistan bildades. Invid byn finns en väg.
I byn finnes flera boplatser för resande turister, bland annat kan en bo tillsammans med en familj i ett tält med tjocka mattor som skydd mot den kalla marken under.